# Pogostemon purpurascens
Pogostemon purpurascens là một loài thực vật có hoa trong họ Hoa môi. Loài này được Dalzell miêu tả khoa học đầu tiên năm 1850.

## Hình ảnh

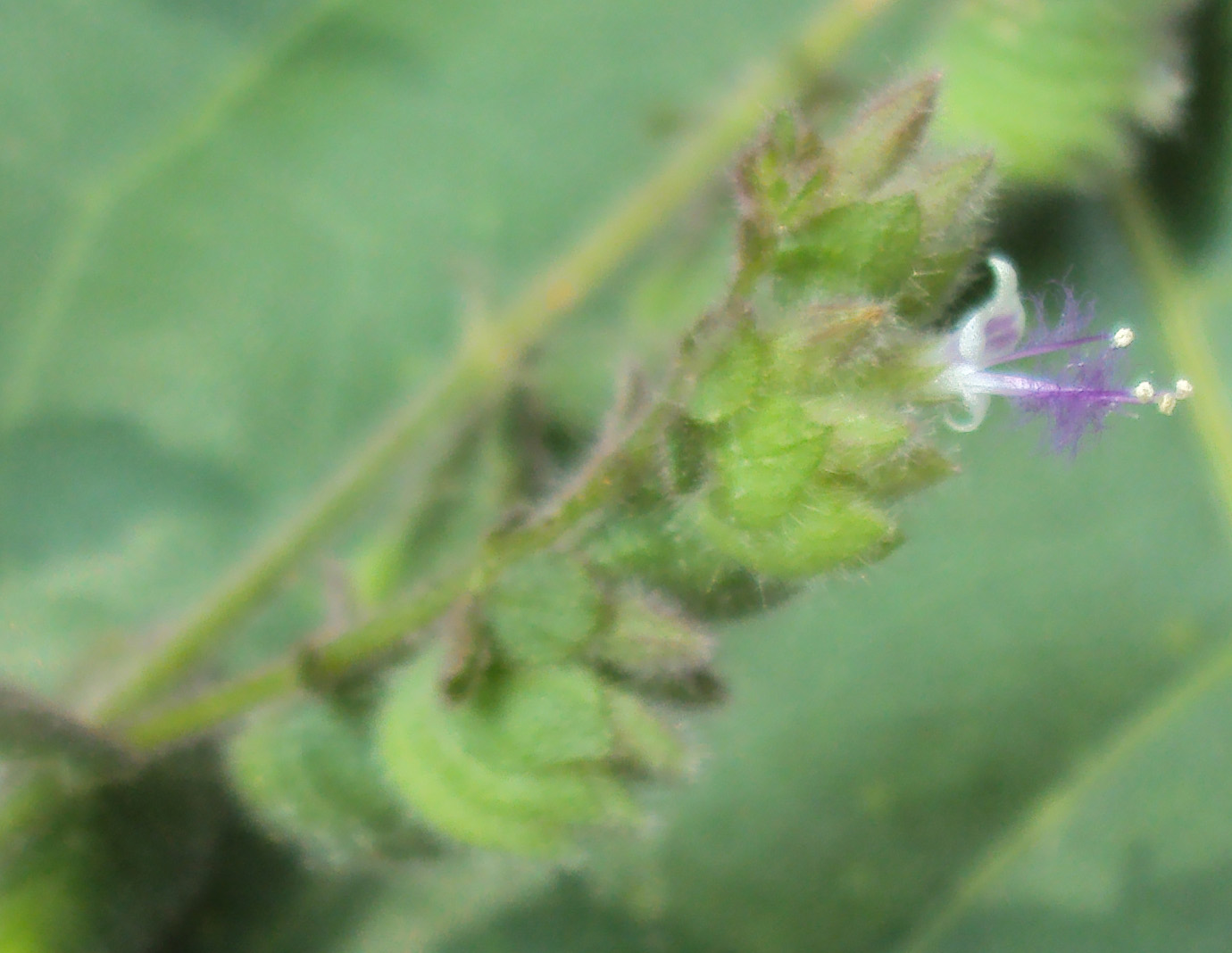
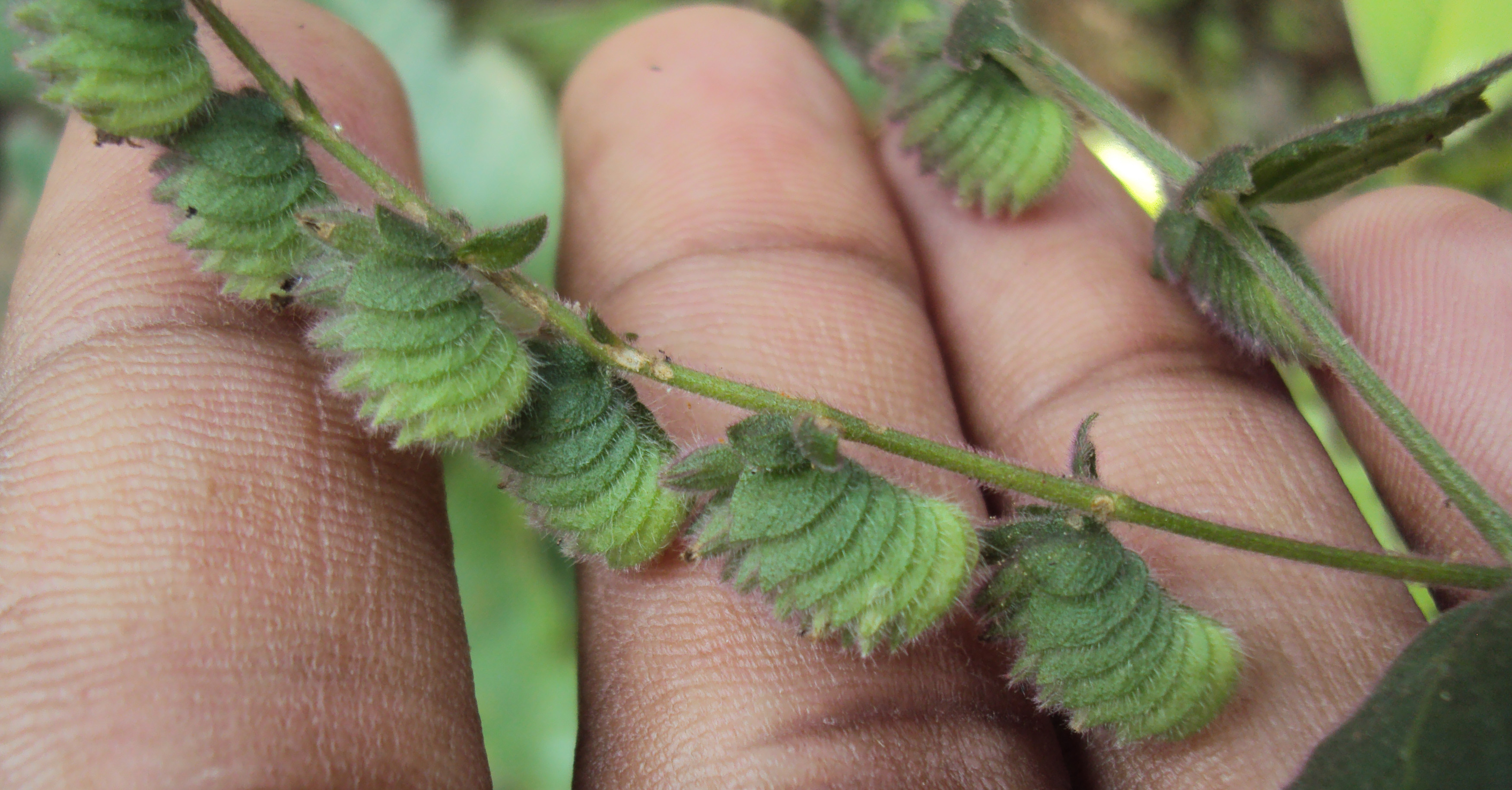
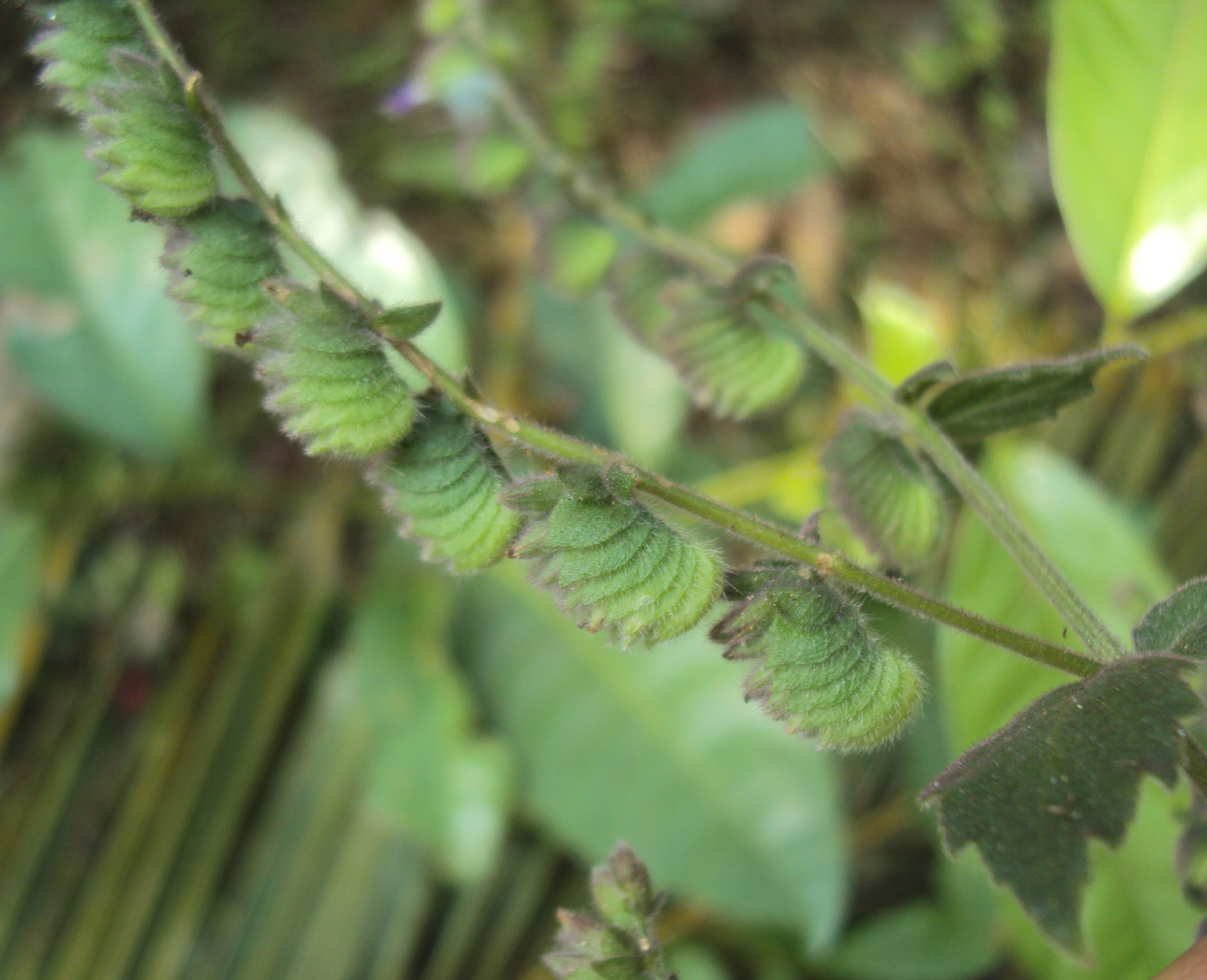
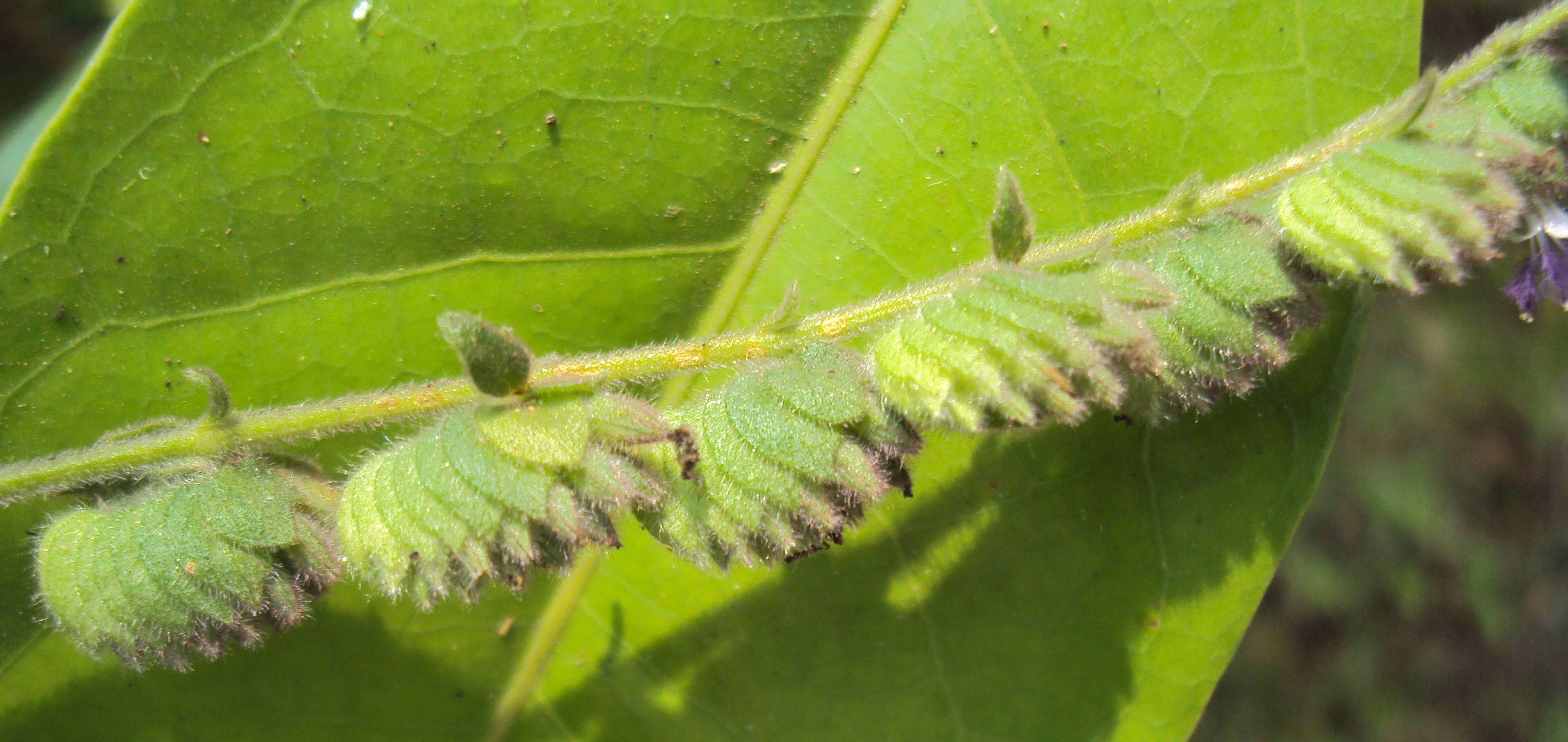